# Striesow (Dissen-Striesow)

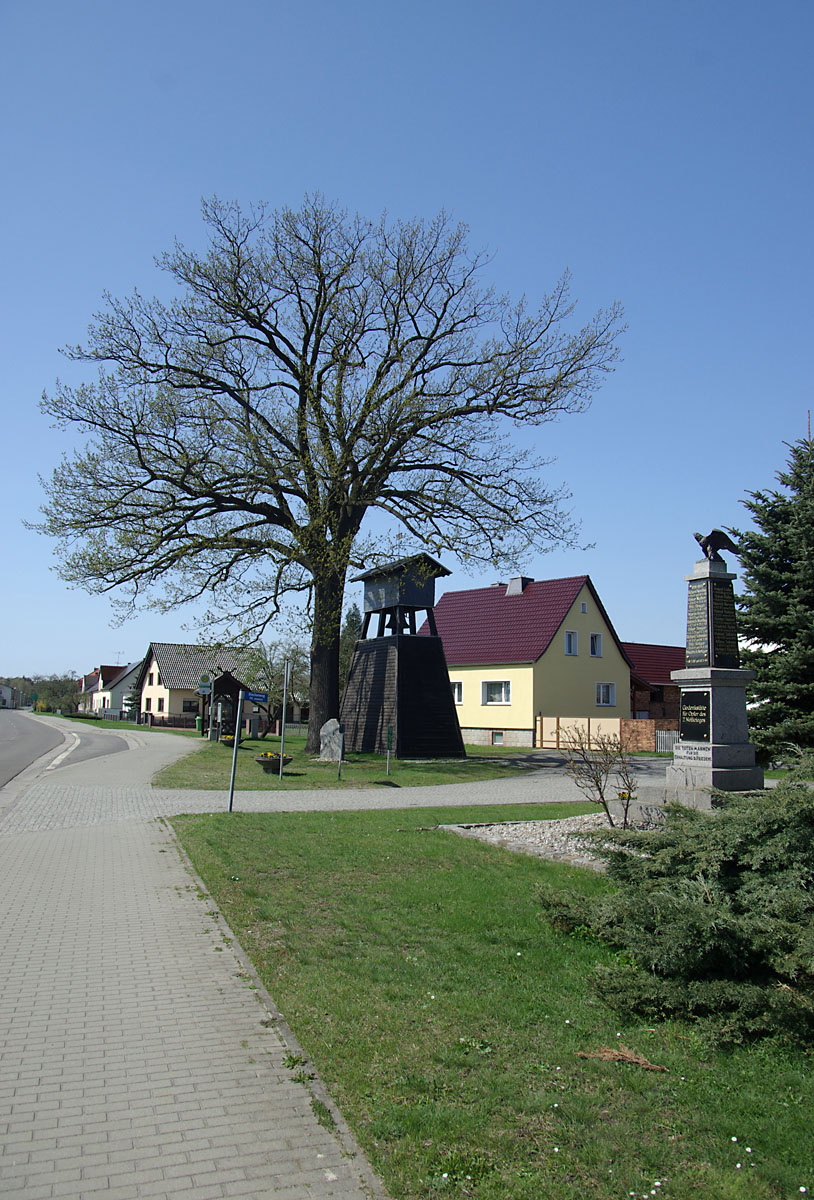
Ortszentrum mit Glockenturm

Striesow, niedersorbisch Strjažow, ist ein Ortsteil der Gemeinde Dissen-Striesow im Landkreis Spree-Neiße in Brandenburg. Bis zum Zusammenschluss mit der damaligen Gemeinde Dissen am 31. Dezember 2001 war Striesow eine eigenständige Gemeinde. Der Ort gehört dem Amt Burg (Spreewald) an.

## Lage
Striesow liegt in der Niederlausitz am äußersten östlichen Rand des Biosphärenreservats Spreewald, knapp zehn Kilometer Luftlinie nordwestlich des Stadtzentrums von Cottbus. Die Gemarkung grenzt im Norden an Fehrow, im Osten an Dissen und im Süden sowie im Westen an Briesen. Striesow gehört zum amtlichen Siedlungsgebiet der Sorben/Wenden in Brandenburg.
Das Dorf liegt an der Landesstraße 50 zwischen Kolkwitz und Peitz und an der im Ort abzweigenden Landesstraße 511 nach Cottbus. Nördlich von Striesow liegt die Spree, die Grenze nach Dissen wird teilweise vom Dissen-Striesower Grenzgraben gebildet.

## Geschichte
Die erste urkundliche Erwähnung von Striesow erfolgte in einer Urkunde vom 6. Juli 1464, wo der Ortsname sowohl „Strißo“ als auch „Streso“ geschrieben wird. Für das Jahr 1466 ist die Schreibweise „Strysow“ überliefert. Der Ortsname geht auf das niedersorbische Wort „straža“ zurück und weist auf die Vergangenheit des Ortes als Wachdorf zum Schutz der Verkehrsstraßen bei Fehrow hin.
Früher war Striesow ein Vorwerk von Dissen und wurde auch von der Gemeinde Dissen verwaltet. Die Einwohner des Ortes lebten überwiegend von der Landwirtschaft. Striesow gehörte zum Amt Cottbus in der Herrschaft Cottbus und somit zur Mark Brandenburg. Nach dem Erwerb des Ortes durch den Kurfürsten Johann Georg wechselte Striesow in das Amt Sielow; dieser Wechsel erfolgte vermutlich vor 1581, spätestens aber Mitte des 15. Jahrhunderts. Um 1780 wurde das Amt Sielow wieder mit dem Amt Cottbus zusammengeschlossen. Nach dem Tilsiter Frieden gehörte Striesow von 1807 bis 1815 zum Königreich Sachsen, nach den Beschlüssen des Wiener Kongresses wurde der Ort wieder preußisch.

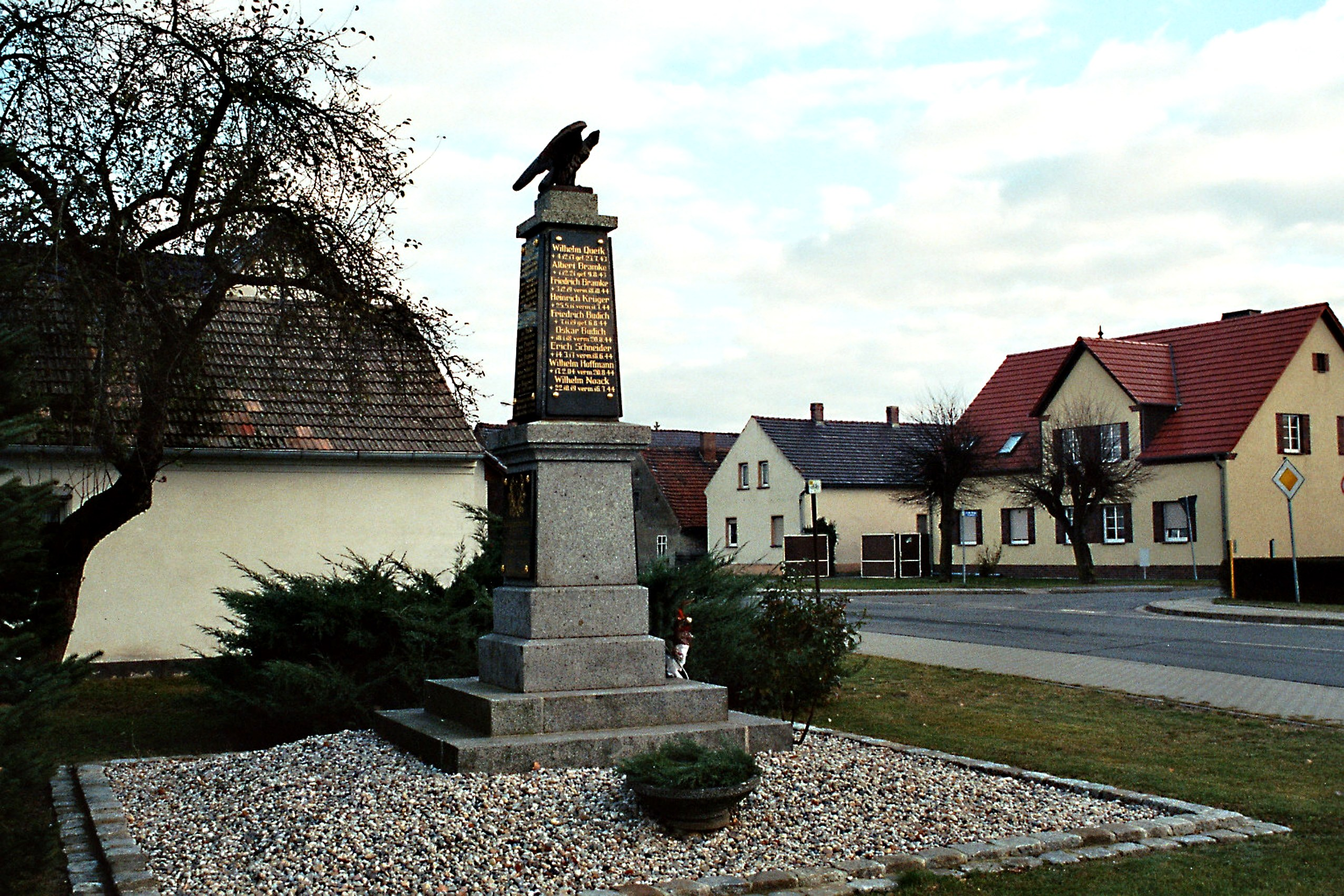
Kriegerdenkmal

Bei der Gebietsreform im Jahr 1816 wurde Striesow dem Kreis Cottbus in der Provinz Brandenburg zugeordnet. In den 1860er-Jahren wanderten insgesamt sechs Erwachsene mit vier Kinder nach Kanada und in die Vereinigten Staaten aus. Bei der Volkszählung am 1. Dezember 1871 hatte Striesow 418 Einwohner. Das Amt Cottbus wurde 1874 aufgelöst; Striesow bildete fortan mit den Landgemeinden Dissen und Sielow den Amtsbezirk Sielow, der mit dem historischen Amt Sielow weitgehend deckungsgleich war. Im Jahr 1896 wurde auf dem Anger in Striesow ein Glockenturm eingeweiht, am 29. Mai 1910 wurde ein Kriegerdenkmal aufgestellt.
Nach dem Ende des Zweiten Weltkrieges gehörte Striesow zur Sowjetischen Besatzungszone und somit ab 1949 zur DDR. Am 1. Juli 1950 wechselte die Gemeinde aus dem Landkreis Cottbus in den Landkreis Lübben. Bei der DDR-Kreisreform am 25. Juli 1952 wurde Striesow dem Kreis Cottbus (ab 1954 Kreis Cottbus-Land) im Bezirk Cottbus zugeteilt. Nach der Wiedervereinigung kam der Ort zum Land Brandenburg, am 16. Juli 1992 schloss sich die Gemeinde zur Erledigung ihrer Verwaltungsgeschäfte dem Amt Burg (Spreewald) an. Bei der Kreisreform im Dezember 1993 ging Striesow im neuen Landkreis Spree-Neiße auf. Am 31. Dezember 2001 wurde Striesow mit der Nachbargemeinde Dissen zu der neuen Gemeinde Dissen-Striesow zusammengelegt, nachdem die Gemeinde mit damals knapp 420 Einwohnern die Bedingungen für eine weitere Eigenständigkeit nicht erfüllen konnte.

## Sorbische Sprache
Die sorbische/wendische Sprache war bis ins 20. Jahrhundert hinein Umgangssprache im Ort. Der sorbische Volkskundler Arnošt Muka ermittelte im Jahr 1884 eine Einwohnerzahl von 416, davon waren 415 Sorben und ein Deutscher. Die Kirchengemeinde Briesen, zu der Striesow bis heute gehört, bezeichnete Muka als „rein sorbisch“. Ernst Tschernik ermittelte 1956 noch einen sorbischsprachigen Bevölkerungsanteil von 69,9 Prozent, seitdem ging der Anteil immer weiter zurück.
In der Kindertagesstätte in Striesow, zu deren Einzugsbereich auch die Dörfer Briesen und Dissen zählen, erlernen die Kinder seit 2004 im Rahmen des Witaj-Projekts die niedersorbische Sprache.

## Bevölkerungsentwicklung
| Jahr | Einwohner |
| ---- | --------- |
| 1875 | 412       |
| 1890 | 369       |
| 1910 | 350       |

| Jahr | Einwohner |
| ---- | --------- |
| 1925 | 345       |
| 1933 | 361       |
| 1939 | 355       |

| Jahr | Einwohner |
| ---- | --------- |
| 1946 | 433       |
| 1950 | 437       |
| 1964 | 327       |

| Jahr | Einwohner |
| ---- | --------- |
| 1971 | 360       |
| 1981 | 383       |
| 1985 | 365       |

| Jahr | Einwohner |
| ---- | --------- |
| 1989 | 359       |
| 1995 | 390       |
| 2000 | 423       |

Gebietsstand des jeweiligen Jahres

## Einrichtungen

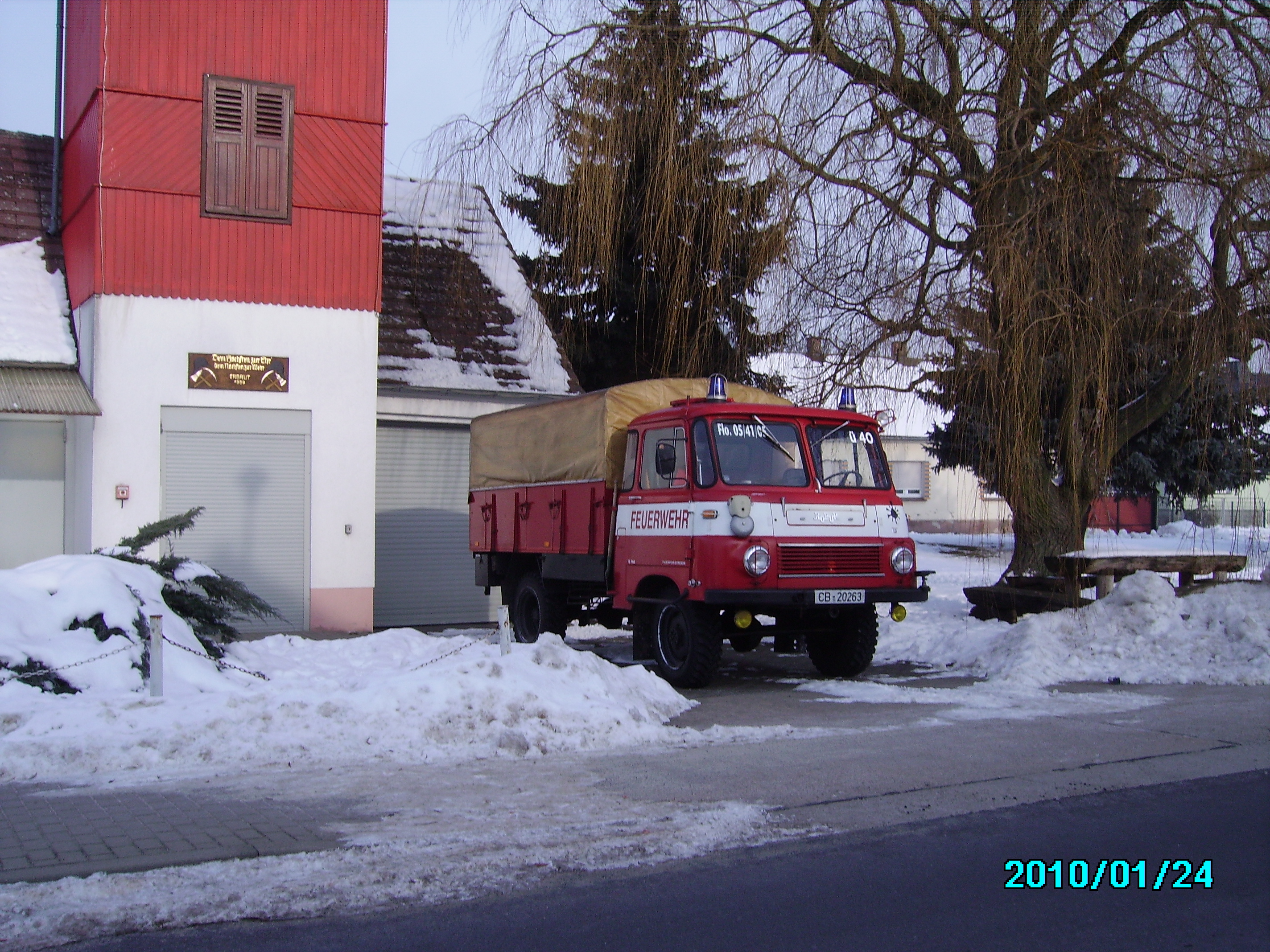
Feuerwehrhaus der Freiwilligen Feuerwehr

Die Freiwillige Feuerwehr in Striesow wurde im September 1935 gegründet. Das Feuerwehrhaus wurde in den Jahren 1957 und 1958 gebaut und zwischen 2011 und 2012 saniert.
Im Ort befindet sich die Witaj-Kita „Vier Jahreszeiten“.

## Nachweise
1. ↑  Gemeinde Dissen-Striesow/Dešno-Strjažow. Amt Burg (Spreewald), abgerufen am 23. Juni 2024.
2. 1 2 3  Geschichtliches aus Striesow. Gemeinde Dissen-Striesow, abgerufen am 29. Mai 2017.
3. ↑  Striesow im Geschichtlichen Ortsverzeichnis. Abgerufen am 29. Mai 2017.
4. ↑  Arnošt Muka: Die Gemeinde Dissen. In: Statistik der Lausitzer Sorben. Deutsch von Robert Lorenz. Domowina-Verlag, Bautzen 2019, ISBN 978-3-7420-2587-6, S. 104 und 147.
5. ↑  Historisches Gemeindeverzeichnis des Landes Brandenburg 1875 bis 2005. (PDF; 331 kB) Landkreis Spree-Neiße. Landesbetrieb für Datenverarbeitung und Statistik Land Brandenburg, Dezember 2006, abgerufen am 29. Mai 2017.
6. ↑  Freiwillige Feuerwehr Striesow. Gemeinde Dissen-Striesow, abgerufen am 16. Dezember 2022.